# Storå
Storå – rzeka w Danii. Przepływa przez centralną część Półwyspu Jutlandzkiego. Należy do zlewni Morza Północnego. Jest drugą co do wielkości rzeką w Danii. Rzeka nie jest żeglowna.
Przepływa przez miejscowości Ikast, Herning, Holstebro.
- długość – 105 km[1]
- powierzchnia dorzecza – 1100 km²[1]